# Државни календар Краљевине Србије
Државни календар Краљевине Србије је календар који је излазио годишње почев од 1894. до 1914. године у Београду.

## Историјат
Од 1854. до 1914. године календар је излазио годишње, прво под насловом Календар са шематизмом Књажества Србије, од 1891. године под насловом Шематизам Краљевине Србије с календаром, да би 1894. године добио назив Државни календар Краљевине Србије. Сматра се да је Београдски велики календар Милоша Поповића био предходник Државног календара Краљевине Србије.
Поднаслов се мењао, па је гласио: За преступну годину...; За просту годину...; За годину... која је преступна; За годину... која је проста.